# Michael Fink
Pour les articles homonymes, voir Fink.
Michael Fink, né le 1er février 1982 à Waiblingen, est un footballeur allemand évoluant au poste de milieu de terrain.

## Carrière
- 2001-2004 : VfB Stuttgart (Allemagne).
- 2004-2006 : Arminia Bielefeld (Allemagne).
- 2006-2009 : Eintracht Francfort (Allemagne).
- 2009-2011 : Beşiktaş JK (Turquie).
  - jan. 2011-2011 : Borussia Mönchengladbach (Allemagne) (prêt).
- 2011-2012 : Samsunspor (Turquie).
- depuis déc. 2012 : FC Erzgebirge Aue (Allemagne)[1],[2]

### À Beşiktaş JK
Michhael Fink a été transféré au Beşiktaş JK pour un contrat de trois ans. Il gagnera 1 200 000 € par an.